# Mieczysław Wągrowski
Mieczysław Wągrowski ps. „Antek”, „Wicek” (ur. 28 grudnia 1902 w Warszawie, zm. 2 stycznia 1967 tamże) – działacz komunistyczny, generał brygady, szef Głównego Zarządu Polityczno-Wychowawczego Wojska Polskiego, poseł na Sejm Ustawodawczy i Sejm PRL I kadencji, szef Polskiej Misji Wojskowej w Wielkiej Brytanii i w Korei.

## Życiorys
Syn Kazimierza Wągrowskiego, farmaceuty, prowadzącego aptekę w Warszawie, przy ul. Szkolnej 4.
Studiował prawo w Szwajcarii. Przed II wojną światową członek Związku Młodzieży Komunistycznej, Komunistycznej Partii Polski i Związku Niezależnej Młodzieży Socjalistycznej „Życie” i Francuskiej Partii Komunistycznej.
W czasie wojny przebywał w ZSRR, należał do współorganizatorów Związku Patriotów Polskich i 1 Dywizji Piechoty im. T. Kościuszki. W 1944 wstąpił do Polskiej Partii Robotniczej. Od 16 września 1944 do 9 maja 1945 zastępca szefa zarządu Głównego Zarządu Polityczno-Wychowawczego Wojska Polskiego. W latach 1945–1946 był szefem Misji Wojskowej w Wielkiej Brytanii.
Po powrocie do Polski pełnił od stycznia 1946 funkcję zastępcy kierownika i kierownika (do 31 października 1948) Wydziału Propagandy i Agitacji Komitetu Centralnego Polskiej Partii Robotniczej; od 10 maja 1947 członek Rady Nadzorczej Robotniczej Spółdzielni Wydawniczej „Prasa”. Od 1948 do śmierci w 1967 zastępca członka Komitetu Centralnego Polskiej Zjednoczonej Partii Robotniczej.
Od 1948 ponownie w czynnej służbie wojskowej: od października 1948 do listopada 1949 był szefem Głównego Zarządu Polityczno-Wychowawczego Wojska Polskiego. W okresie od 25 maja 1950 do 28 marca 1952 był przewodniczącym Prezydium Wojewódzkiej Rady Narodowej w Gdańsku.
Od 1953 szef Polskiej Misji Wojskowej w Komisji Nadzorczej Państw Neutralnych w Korei.
Od kwietnia 1953 do grudnia 1957 wiceminister Kontroli Państwowej.
Z ramienia PPR i PZPR sprawował mandat posła na Sejm Ustawodawczy (1947–1952) i Sejm PRL I kadencji (1952–1956).
Wiceprzewodniczący Zarządu Głównego Towarzystwa Przyjaźni Polsko-Radzieckiej, przewodniczący Zarządu Głównego Ligi Morskiej (od 1950).
Odznaczony m.in. Orderem Sztandaru Pracy I klasy, Krzyżem Komandorskim z Gwiazdą i Oficerskim Orderu Odrodzenia Polski, Krzyżem Grunwaldu II i III klasy, Złotym i Srebrnym Krzyżem Zasługi oraz Odznaką Weterana Wielkiej Wojny Ojczyźnianej (ZSRR, 1960).
Pochowany został z pełnymi honorami wojskowymi i partyjnymi 4 stycznia 1967 roku na Cmentarzu Wojskowym na Powązkach (kwatera A 28, tuje nr 19). W pogrzebie wzięli udział przedstawiciele najwyższych władz państwowych, między innymi członek Biura Politycznego KC PZPR Stefan Jędrychowski, marszałek Sejmu PRL Czesław Wycech, sekretarze KC PZPR Witold Jarosiński i Władysław Wicha, wiceprezes Naczelnego Komitetu ZSL Józef Ozga-Michalski, wiceprzewodnicząca Centralnego Komitetu Stronnictwa Demokratycznego Eugenia Krassowska. W imieniu kierownictwa PZPR przemówienie wygłosił przewodniczący Centralnej Komisji Kontroli Partyjnej Roman Nowak, a w imieniu władz Towarzystwa Przyjaźni Polsko-Radzieckiej przewodniczący Zarządu Głównego towarzystwa Czesław Wycech.
Jego żoną była Felicja Wągrowska (1907-1989), działająca w ruchu komunistycznym, w PRL zatrudniona w Polskim Radiu.

## Awanse
- podporucznik – 1943
- porucznik – 1943
- kapitan – 1944
- major – 1944
- podpułkownik – 1944
- pułkownik – 1945
- generał brygady – 5 października 1948

## Publikacje
- O ideologii G.K. Chestertona w „Napoleonie z Notting Hill” (artykuł na łamach „Kwadrygi” 1927 nr 1)
- Rosną siły Polski nad morzem (1951)
- Wytyczne i zadania Ligi Morskiej (1950)
- Rozmowy z Malkontentem (1946)
- Organizacje społeczne w Polsce Ludowej (1948)
- Marian Buczek – w 15 rocznicę śmierci (współautor)
- KPP – wspomnienia z pola walki (współautor)